# Tetradramma
Il tetradramma (o più raramente tetradrammo) era una moneta in uso nella Grecia arcaica, coniata inizialmente ad Atene intorno al 510 a.C., del valore di quattro dracme.
Si diffuse in poco tempo in tutto il mondo greco.

## Città che utilizzavano il tetradramma
| Nome                 | Nome in greco antico  | Città odierna        |
| -------------------- | --------------------- | -------------------- |
| Abdera               | Ἄβδηρα                | Abdera               |
| Abido                | Ἄβυδος                |                      |
| Alessandria d'Egitto | Ἀλεξάνδρεια           | Alessandria d'Egitto |
| Alessandria Troade   | Ἀλεξάνδρεια Τρωάς     |                      |
| Aitna                | Αἴτνα                 |                      |
| Antiochia            | Ἀντιόχεια ἡ ἐπὶ Δάφνῃ | Antakya              |
| Atene                | Ἀθῆναι                |                      |
| Caesarea             | Καισάρεια             |                      |
| Chio                 | Χίος                  |                      |
| Cizico               | Κύζικος               |                      |
| Cnido                | Ῥόδος                 | Rodi                 |
| Corinto              | Κόρινθος              | Corinto              |
| Cymé                 | Κύμη                  |                      |
| Efeso                | Ἔφεσος                |                      |
| Eretria              | Ἐρέτρια               |                      |
| Erythrai             | Ἐρυθραί               | Eritre               |
| Gela antica          | Γέλα                  | Gela                 |
| Katane               | Kατάvη                | Catania              |
| Kos                  | Κῶς                   | Coo                  |
| Leontini             | Λεωντίνοι             | Lentini              |
| Locri Epizefiri      | Λοκροὶ Επιζεφύριοι    | Portigliola          |
| Maronia              | Μαρώνεια              | Maronia-Sapes        |
| Morgantina           | Μοργάντιον            |                      |
| Myrina               | Μύρινα                |                      |
| Naxos                | Νάξος                 | Giardini-Naxos       |
| Pella                | Πέλλα                 |                      |
| Pergamo              | Πέργαμος              |                      |
| Rhegium              | Ῥήγιον                | Reggio Calabria      |
| Salamis              | Σαλαμίς               |                      |
| Segesta              | Σεγέστα               |                      |
| Smirne               | Σμῦρνη                | Smirne               |
| Sparta               | Σπάρτη                |                      |
| Syrakousai           | Συρακούσαι            | Siracusa             |
| Tarso                | Ταρσός                |                      |
| Taso                 | Θάσος                 |                      |
| Tenedo               | Τένεδος               |                      |
| Troia                | Ἴλιον                 |                      |

### Aitna
Un tetradramma in argento, di Aitna, attribuito al Maestro del Sileno (o Maestro di Aitna), di cui si conosce un unico esemplare, si trova a Bruxelles (Bibliòtheque Royale de Belgique).
Riporta al dritto la testa di Sileno, che allude a Dioniso, con le orecchie appuntite e un minuscolo scarabeo. Nel bordo è l'etnico ΑΙΤΝΑΙΟΝ (moneta etnea), contornato da un cerchio puntato.
Al rovescio è rappresentato Zeus Aitnaios, protettore del vulcano Etna, volto verso destra (seated), seduto su un trono riccamente decorato e coperto da una pelle di leone. Il Dio è vestito con un ιματιον (imation), che passa sopra la spalla sinistra. Nella mano destra che è in alto sopra la testa tiene un tralcio di vite, mentre la mano sinistra, con il braccio esteso avanti, tiene un fulmine alato, simile a quello delle monete di Catana. Avanti un'aquila, con le ali chiuse è appollaiata su un albero di pino. Pesa 17,23 g ed ha un diametro di 26 mm.
Il culto di Zeus Aitnaios è riportato nelle odi di Pindaro.
La moneta risale al periodo di Aitna-Katane (circa 476-461 a.C.) o a quello Aitna-Inessa (successivo al 461 a.C.).
G. E. Rizzo sostiene che allo stesso maestro sono da attribuire un tetradramma di Katane e uno di Naxos.

### Atene
Nella polis di Atene, il tetradramma fu coniato per la prima volta nel 510 a.C.. Le monete coniate nella città dell'Attica nell'Età Arcaica e nell'Età Classica rappresentavano la dea Atena, protettrice della città e della regione circostante, e sul retro della moneta la civetta, animale sacro alla dea. In occasione delle vittorie riportate sui Persiani, Atene coniò un pezzo dal valore eccezionale di 10 dracme e dal peso di oltre 43 grammi (decadrammo), sul quale l'elmo della dea Atena è cinto da tre foglie di olivo; ornamento che da questa epoca in poi è sempre presente. Sotto il dominio romano la moneta cambiò estetica: l'effigie del volto di Atena e della civetta divenne più elaborata e precisa.

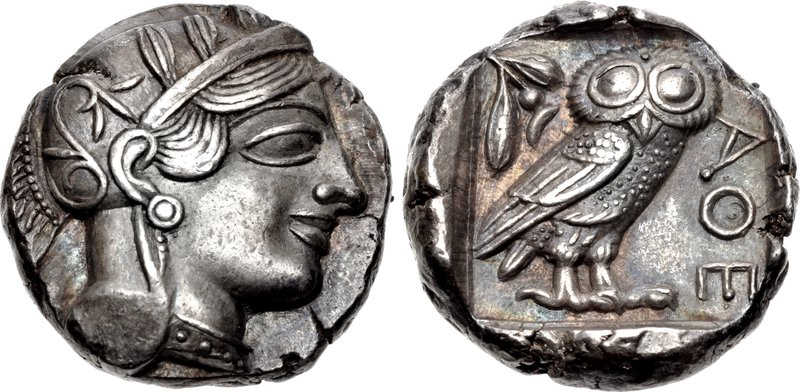
Tetradramma del 449 a.C.
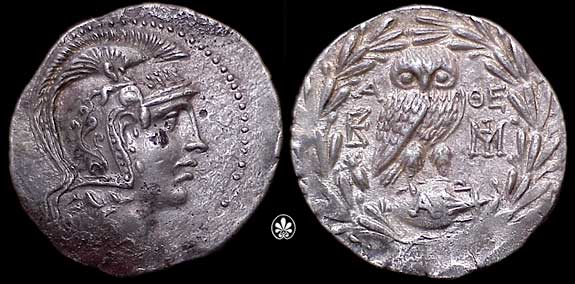
Tetradramma sotto il dominio romano.

### Gela
| Tetradramma di Gela | Tetradramma di Gela                                             |
| ------------------- | --------------------------------------------------------------- |
|                     |                                                                 |
| Auriga su biga.     | CELAS, protome di toro androprosopo. Rappresenta il fiume Gela. |

Le uniche monete ritrovate nel sito archeologico della polis di Gela, nella Magna Grecia, risalgono al 420-415 a.C. e rappresentano un auriga su una biga, sul retro un toro androprosopo che rappresenta il fiume Gela. Sopra di esso è presente la scritta ΓEΛAΣ, il nome del dio-fiume Gelas in greco antico.

### Katane
Nella città di Katane, l'attuale Catania, nella Magna Grecia, il tetradramma rappresentava la quadriga del dio Elio e sul retro il capo del dio Apollo, dio delle arti, della poesia e delle opere teatrali. Vicino al volto del dio è presente la scritta ΚΑΤΑΝΑΙΩΝ, in greco antico il nome della città sicula.

### Locri Epizefiri
| Tetradramma di Locri Epizefiri | Tetradramma di Locri Epizefiri |
| ------------------------------ | ------------------------------ |
|                                |                                |

Nella città di Locri Epizefiri, l'attuale Portigliola, nella Magna Grecia, il tetradramma rappresentava il capo del dio Zeus, padre e re di tutti gli dei greci, e sul retro Dione, figlia di Gea e Urano, seduta in trono con scettro nella mano sinistra. Vicino all'effigie di Dione è presente la scritta ΠΥΡΡΟΥ ΒΑΣΙΛΕΩΣ, in greco antico "Re Pirro": infatti la moneta ritrovata fu coniata sotto il dominio di Pirro, re d'Epiro.

### Morgantina
Il tetradramma d'argento coniato a Morgantina risale all'anno 305- 304 a.C. durante il dominio di Agatocles che, per premiare la Polis di averlo aiutato nel 317 a.C., quando prese con la forza il potere a Siracusa, concesse alla cittadina questo privilegio.
L'esemplare studiato da G. E. Rizzo, che faceva parte della Collezione Pennisi, ha un diametro di mm 28 e peso di g 17,40. Su una faccia Persefone a sinistra con tre delfini e nell'altra la Nike che incorona un auriga (Demetra o Agatocles?) e la scritta greca in esergo ΜΟΡΓΑΝΤΙΝΩΝ (Morgantinōn). (CoinArchives.com)
L'archeologo Kenan T. Erim e il Prof. Erik Sjoqvist attribuirono una datazione dal 340-330 a.C. ma i tetradrammi di Agatocles coniati a Siracusa sono molto simili, con il monogramma AI e la triskeles (trinacria).

### Rhegium
La riproduzione soprastante di un tetradramma (moneta d'argento del peso tra i 16,4 e i 17,5 g) della città di Reggio Calabria, di epoca magnogreca intorno al 400 a.C. proviene da un originale custodito presso il Museo della Magna Grecia.

### Siracusa
| Tetradramma di Siracusa                                                                 | Tetradramma di Siracusa                                     |
| --------------------------------------------------------------------------------------- | ----------------------------------------------------------- |
|                                                                                         |                                                             |
| Testa di Aretusa. Sotto il mento, entro tavoletta, ΕΥΚΛ / ΕΙΔΑ, la firma dell'incisore. | Quadriga veloce. In esergo ΕΥΜΗΝΟΥ, la firma dell'incisore. |
| AR, 17,16 g                                                                             |                                                             |

La città siceliota inizia a coniare, più tardi rispetto a altre città greche, adottando subito come piede monetario il tetradramma. La scelta è da ricollegare al fatto che la città, quando inizia a coniare vuole entrare nei circuiti commerciali delle madre patria, e poiché nella Grecia continentale la moneta più forte era il tetradramma ateniese adotta lo stesso valore.
I tipi del tetradramma sono al dritto una quadriga, riferimento all'aristocrazia cittadina, i gamoroi, coloro che si erano divisi la terra, mentre al rovescio compare subito la testa della ninfa Aretusa con la legenda ΣΥΡΑΚΟΣΙΩΝ (Syrakosiōn); questi tipi resteranno pressoché invariati fino alla fine del V secolo a.C.
Accanto ai tetradrammi vengono coniati didrammi e dramme, la differenza tra le tre monete è chiara fin dai tipi, difatti al dritto presentano: il tetradramma una quadriga, la didramma una biga, la dramma un cavaliere, questo era un espediente per far capire al fruitore il valore della moneta, quattro cavalli 4 dramme, 2 cavalli 2 dramme, 1 cavallo 1 dramma. Sulle monete siracusane appaiono le firme di alcuni famosi incisori di conii dell'antichità: Kimon, Eukleidas, Euainetos e altri.